# Выборы в Австрии
На федеральном уровне проводятся два основных вида выборов: главы государства (федерального президента) каждые шесть лет, а также 183 места Национального совета (Nationalrat) каждые пять лет по пропорциональной избирательной системе.
Австрия имеет многопартийную систему. С 1945 по 1986 год в Австрии были две основные партии, но третья партия также занимала места в Национальном совете. С 1986 года, как правило, четыре партии были представлены в Совете, в течение нескольких лет даже пять. Для представительства в Национальном совете требуется не менее 4 % голосов избирателей, или место в парламенте в одном из региональных избирательных округов.
В некоторых случаях референдум может быть созван австрийским парламентом.
В 2007 году возраст голосования был снижен с 18 до 16 лет на всех федеральных выборах, после того, как некоторые земли понизили его для государственных и местных выборов.

## Право избирать и быть избранным
Австрийские граждане в возрасте 16 лет и старше могут участвовать в выборах. Кроме того, граждане стран-членов Европейского союза, которые постоянно проживают в Австрии, могут голосовать на выборах в Европейский союз и муниципалитеты. Граждане, которые приговорены к тюремному заключению на срок более одного года, теряют право голоса. Исключением из этого правила являются президентские выборы, в которых минимальный возраст для кандидата в качестве кандидата составляет 35 лет. До 2011 года члены нынешних или бывших правящих домов (то есть члены дома Габсбургов) не имели право занимать данную должность.

## Референдумы
Конституция Австрии определяет два типа референдумов на федеральном уровне: обязательный референдум и необязательный референдум.

## Обязательный референдум
Обязательный референдум является обязательным:
- если президент должен быть отстранен от должности до истечения срока его полномочий (статья 60, раздел 6 Федеральной конституции) и
- в случае полного изменения Федеральной конституции (статья 44, раздел 3 Федеральной конституции).

Обязательный референдум является факультативным (необязательным) в случае небольших изменений в Федеральной конституции. Такой факультативный референдум должен проводиться, если об этом просит не менее одной трети членов Национального совета или Федерального совета.
Было лишь два обязательных референдума с 1945 года: референдум по ядерной энергетике в 1978 году и референдум о членстве в Европейском союзе, который был назначен потому, что присоединение к Европейскому союзу было сочтено всеобъемлющим изменением Конституции.

## Необязательный референдум
Национальный совет уполномочен проводить необязательный референдум по вопросам, имеющим большое значение. Такой референдум созывается большинством членов Национального совета. Результаты такого референдума являются консультативными. Был один такой референдум в Австрии после 1945 года:
- Референдум по призыву в 2013 году

Вариант «нет» победил, и Национальный совет принял результат референдума и действовал соответствующим образом.